# Élodie Villemus
Ne doit pas être confondu avec Villemus.
Élodie Villemus, née le 15 janvier 1981 à Paris, est une animatrice de télévision et influenceuse française,.

## Biographie

### Enfance
Élodie née le 15 janvier 1981 à Paris, elle passe son enfance dans le sud de la France. Elle est issue d’une famille passionnée par les arts, elle a grandi dans un environnement riche en influences créatives. Dès son plus jeune âge, Élodie est passionnée par la mode.

### Parcours professionnel
Après avoir obtenu un BTS commerce international, elle décide de se lancer dans le secteur de la musique. Elle commence à travailler en tant qu'assistante commerciale avant de grimper les échelons et de devenir directrice commerciale.
Elle a commencé sa carrière dans le monde de la mode en 2005, en travaillant avec des marques renommées et en participant à divers défilés. Son sens du style unique et son talent pour le design ont rapidement attiré l’attention des professionnels du secteur.
En 2008, elle décide de se reconvertir dans l'évènementiel en tant que wedding planner dont elle fonde sa société d’organisation de mariage sous le nom de Elodie Villemus Weddings.
Elle commence a se faire connaitre du public lorsqu’elle participe à un concours de mode sur les réseaux sociaux, qui a rapidement gagné  en popularité et qui lui a permis de se faire connaître du public. Cette opportunité a pu mettre en avant ses compétences, mais également à la conduire à des collaborations avec des grandes marques prestigieuses.

### Carrière à la télévision

#### Depuis 2019: Groupe TF1
Le 2 septembre 2019, elle devient le visage phare de l'émission Quatre mariages pour une lune de miel, diffusée sur TF1 puis TFX. Son rôle dans l'émission est de suivre et commenter les mariages, elle attribue des notes qui compteront pour moitié dans la moyenne finale,.
En 2021, elle anime la dernière saison de l'émission Bienvenue aux mariés, déprogrammée au bout d'une semaine.
Elle anime également l'émission Détox ta maison, 7 jours pour tout ranger, depuis le  14 janvier 2023, en compagnie de différents experts. L'émission consiste à aider les foyers à se débarrasser de leurs objets devenus inutiles, à organiser et à nettoyer leur maison,.

### Autres activités
Parallèlement, elle est une influenceuse ; elle partage des conseils de style, des tutoriels de maquillage et des astuces de vie sur ses réseaux sociaux.

### Vie privée
En 2004, elle se marie avec Hugo Rivière, elle reste très discrète sur la relation avec cet homme,. 
Elle est maman de deux filles prénommée Mila, née en 2007 et Lou, née en 2010,.

## Émissions de télévision

### Animatrice
- Depuis 2019 : Quatre mariages pour une lune de miel
- 2021 : Bienvenue aux mariés (saison 3)
- Depuis 2023 : Détox ta maison, 7 jours pour tout ranger